# オカイナ族

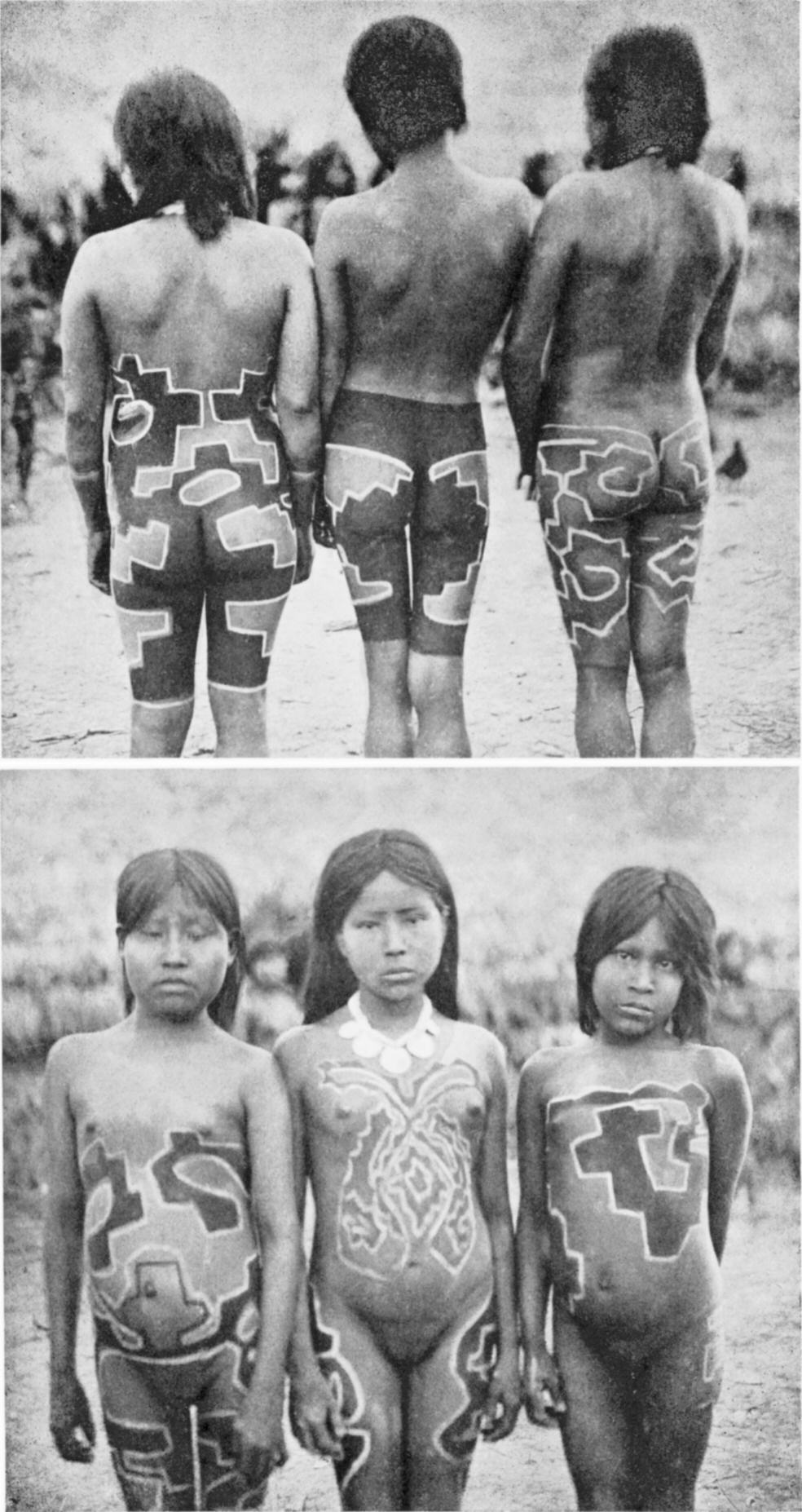

オカイナ族（オカイナぞく、ラテン文字:Ocainas）はアマゾンの熱帯雨林のペルー領内に居住している南米の先住民族の一部族。

## 概要
狩猟と採集をによって主に生活をしているが、現在では大幅な人口減少に晒されている。
コロンビア領内のアマゾン先住民族と多くの文化的特徴を共有しており、体には民族特有のペイントを施している。

## 社会・生活習慣
オカイナ語と言う独自の言語を有している。